# ستيغ بلومبرغ
ستيغ بلومبرغ (بالسويدية: Stig Blomberg)‏ هو نحات سويدي، ولد في 16 أكتوبر 1901 في لينشوبينغ في السويد، وتوفي في 19 ديسمبر 1970 في ليدينيو ‏ في السويد.

## وصلات خارجية
- ستيغ بلومبرغ على موقع أوليمبيديا (الإنجليزية)